# A Place to Stand
A Place to Stand ist ein kanadischer Kurzfilm von Christopher Chapman aus dem Jahr 1967.

## Handlung
Der Film zeigt das Leben und Arbeiten in Ontario, Kanada: Erd- und Baumfällarbeiten und die Weiterverarbeitung des Holzes, die Arbeiten der Metallindustrie und der Glasbläser, Bilder von Freizeitaktivitäten am Strand und per Fahrrad, Waldbrände, Eishockey, Schlittschuhläufer, die Ballettausbildung, Essen und Märkte, Getreide und seine Ernte, Truthähne und Tabak bis hin zu Zigaretten. Es folgen Bilder von Seen und Kanufahrern, Modenschauen und Rummel- sowie Schwimmbadfreude, Pferde-, Auto- und Schlittenhunderennen, die Aktivitäten im Hafen samt Schiffsbau, Curling, das Angeln und die Vogeljagd. Die Szenen werden dabei auf mehreren Bildschirmen gleichzeitig gezeigt.

## Produktion
A Place to Stand entstand für den Ontario-Pavillon der Expo 67 in Montreal. Chapman benutzte für den Film erstmals die sogenannte „multi-dynamic image technique“, bei der verschiedene Aufnahmen gleichzeitig auf einem Bildschirm abgespielt werden konnten, wobei im Film zum Teil gleiche Szenen aus unterschiedlichen Perspektiven parallel gezeigt werden. Insgesamt konnte so Material von einer Länge von rund 90 Minuten in 18 Minuten zusammengefasst werden. Die Dreharbeiten der Szenen fanden im Laufe von zwei Jahren statt; das Filmbudget betrug rund 500.000 Dollar.
Der Film besitzt keine Dialoge. Es wird jedoch mehrfach das Lied A Place to Stand, a Place to Grow gesungen, das extra für den Film geschrieben wurde und zu einer inoffiziellen Hymne Ontarios avancierte. Das Lied stammt von  Dolores Claman (Musik) und  Richard Morris (Liedtext) und wurde von Jerry Toth orchestriert. Die Aufnahme des Liedes erfolgte im März 1967, wobei ein 45-köpfiges Orchester und 15 Chorsänger beteiligt waren. Der Film erlebte am 28. April 1967 seine Premiere.

## Auszeichnungen
Auf dem Chicago International Film Festival wurde A Place to Stand für einen Gold Hugo als Bester Kurzfilm nominiert. Er gewann 1968 den Oscar in der Kategorie Bester Kurzfilm und wurde für einen Oscar in der Kategorie Bester Dokumentar-Kurzfilm nominiert. Bei den Canadian Film Awards wurde A Place to Stand als Bester Film des Jahres ausgezeichnet und erhielt den Preis für den besten Tonschnitt.